# Буяр Османи
Буяр Османи (на македонска литературна норма: Бујар Османи) е политик от Северна Македония от албански произход.

## Биография
Роден е на 11 септември 1979 година в град Скопие. През 2004 година завършва Медицинския факултет на Скопския университет. В периода 1998-2003 година е секретар на младежката асоциация „Фан С. Ноли“. Между 2008 и 2011 година е министър на здравеопазването на Република Македония. От 30 август 2020 г. е министър на външните работи на Северна Македония.